# Farní sbor Českobratrské církve evangelické v Praze 10 – Uhříněves
Farní sbor Českobratrské církve evangelické v Praze 10 – Uhříněves je sborem Českobratrské církve evangelické v Praze. Sbor spadá pod Pražský seniorát. Využívá evangelický kostel na uhříněveském Husově náměstí.
Sbor byl ustaven jako samostatný roku 1930.
Sbor je v současné době administrován farářkou Alžbětou Hanychovou z Horních Počernic, kurátorem sboru Pavol Bargár.

## Faráři sboru
- Jaroslav Dobiáš (prozatímní duchovní správce) (1927–1928)
- Jiří Petřík (1930–1967)
- Jaroslav Voříšek (1967–1979)
- Jindřiška Krpálková (1981–1992)
- Irena Škeříková (1993–2000)
- Vladimír Pír (2002–2012)
- Jiří Ort (2013-2025)